# GLAAD
GLAAD는 미국의 미디어 속 LGBT의 이미지를 감시하고 증진시키기 위한 비정부 기구이다.

## 같이 보기
- 성소수자 인권단체 목록
- 성소수자에 대한 폭력